# Förster Valley
Das Förster Valley ist ein unvereistes und rund 2 km langes Tal auf der James-Ross-Insel im westantarktischen Weddell-Meer. In ost-westlicher Ausrichtung liegt es 2,5 km südlich des Terrapin Hill und nördlich der Basis der Förster-Kliffs.
Das UK Antarctic Place-Names Committee benannte es 2006 in Anlehnung an die Benennung der gleichnamigen Kliffs. Deren Namensgeber ist der deutsche Geologe Reinhard Förster (1935–1987) von der Ludwig-Maximilians-Universität München, der zu einer Mannschaft des British Antarctic Survey zur Erkundung dieses Gebiets zwischen 1985 und 1986 gehört hatte.